# Manuela Igartua Olaechea
Manuela Igartua Olaechea, (Irura, 1970) es una Catedrática de Farmacia y Tecnología Farmacéutica española que trabaja en la Universidad del País Vasco.

## Biografía
En 1993 se licenció en Farmacia en la UPV/EHU, siendo parte de la primera promoción de la Facultad de Farmacia y obtuvo el doctorado en el año 1998 en la misma Universidad. Desde 2019 es Catedrática de Farmacia y Tecnología Farmacéutica en la Facultad de Farmacia de Vitoria.

## Investigadora
Sus líneas de investigación se centran en el campo de la micro- y nanoencapsulación de productos biotecnológicos para su aplicación en distintas áreas terapéuticas: regeneración tisular, desarrollo de vacunas y enfermedades del sistema nervioso central. Es miembro del grupo de investigación consolidado NanoBioCel y del grupo Especializado en Innovación Educativa IdoFar, acreditado como Equipo Docente Estructurado IKD.
Ha realizado estancias de investigación en la Universidad de Aston, en Birmingham, y en la Universidad de Angers. Es miembro de la red de Investigación Ciber-BBN Bioingeniería, Biomateriales y Nanomedicina dependiente del Ministerio de Sanidad y Consumo, desde 2007. Ha sido representante de la UPV/EHU en la European Technology Platform on Nanomedicine – ETPN Association (2016-2018).

## Trayectoria
Ha sido Vicedecana de Prácticas Tuteladas de la Facultad de Farmacia entre 2012 y 2017, y Decana de dicha facultad entre 2017 y 2021. Formó parte del equipo rectoral de la UPV/EHU como Vicerrectora del Campus de Álava desde 2021 hasta 2025, siendo la primera mujer en la historia de esta universidad en ostentar ese cargo.

## Publicaciones
- IGARTUA OLAECHEA, Manuela (1998) Aplicaciones de microesferas de polímeros biodegradables al desarrollo de vacunas de peptidos y proteínas. Doctoral thesis, UPV/EHU.

#### 2022
1. Alteraciones dermatológicas causadas por las medidas preventivas frente a Covid-19, lo que debes saber sobre medicamentos y salud (Grupo Planeta), pp. 77-93

#### 2017
1. Nanotechnology based approaches for neurodegenerative disorders: Diagnosis and treatment, Drug and Gene Delivery to the Central Nervous System for Neuroprotection: Nanotechnological Advances (Springer International Publishing), pp. 57-87

#### 2016
1. Nanotechnology approaches for skin wound regeneration using drug-delivery systems, Nanobiomaterials in Soft Tissue Engineering: Applications of Nanobiomaterials (Elsevier Inc.), pp. 31-55
2. Nanotechnology-based drug-delivery systems releasing growth factors to the CNS: Focusing on neurodegenerative disorders Nanobiomaterials in Drug Delivery: Applications of Nanobiomaterials (Elsevier Inc.), pp. 371-402
3. Nanotherapeutic Platforms for Cancer Treatment: From Preclinical Development to Clinical Application Nanoarchitectonics for Smart Delivery and Drug Targeting (Elsevier Inc.), pp. 813-869